# Harmonická posloupnost
Posloupnost se nazývá harmonická, jestliže převrácené hodnoty jejích členů tvoří aritmetickou posloupnost.
Je daná předpisem pro n-tý člen
{\displaystyle a_{n}={\frac {1}{cn+d}}}, kde {\displaystyle n\in \mathbb {N} ,\;c,d\in \mathbb {R} ,\;(c,d)\neq (0,0)}.
Vadou na kráse je, že jeden člen posloupnosti nemusí být definován. Tomu lze předejít použitím projektivního rozšíření reálné přímky (o jeden nevlastní bod {\displaystyle \infty }).

## Příklad
Posloupnost převrácených hodnot přirozených čísel {\displaystyle 1,{\frac {1}{2}},{\frac {1}{3}},\cdots } nebo posloupnost {\displaystyle \left({\frac {2}{n+1}}\right)_{n=1}^{\infty }} je harmonická.
Název souvisí s hudební harmonií, v přirozeném ladění jsou poměry kmitočtů tónů stupnic dány poměry malých celých čísel.

## Vlastnosti
Každý člen harmonické posloupnosti kromě prvního je harmonickým průměrem sousedních členů (pokud používáme nevlastní bod, jinak to neplatí pro oba sousedy členu, který není definován).
Posloupnost částečných součtů je vždy divergentní, součet je {\displaystyle +\infty } nebo {\displaystyle -\infty }, což plyne ze srovnávacího kritéria porovnáním s harmonickou řadou.